# 高岡市営城光寺陸上競技場
高岡市営城光寺陸上競技場（たかおかしえいじょうこうじりくじょうきょうぎじょう）は、富山県高岡市の城光寺運動公園にある陸上競技場。

## 概要
1978年6月23日完工、開場。アンツーカーのトラックを設置していた。1998年に写真判定塔が新設され、2002年11月に全天候舗装へ改修された。球技場としても使用できる。
高岡市や近隣市町村の陸上競技の大会や練習の拠点として利用されている。富山県総合運動公園陸上競技場や富山県五福公園陸上競技場が何らかの理由で使用できない場合は、この競技場で主要な大会が行われることもある。
競技場の使用料は一般200円/2時間、小中高校生100円/2時間。

## 施設
出典
- 日本陸上競技連盟第3種公認（職員の不適切な事務処理により2種から3種に降格）
- トラック：400m×8レーン
- メインストレート：100m×9レーン
- フィールド：走り高跳び、棒高跳び、三段跳び、走り幅跳び、砲丸投げ、ハンマー投げ、円盤投げ、槍投げ
- グラウンド：106m×69.5m
- メインスタンド：事務室、本部室、会議室、医務室、湯沸室、更衣室、シャワー室、便所、器具倉庫
- 写真判定塔：写真判定室、放送室

## 主な開催大会
- 4月29日：高岡市長盃争奪陸上競技大会
- 5月下旬：氷見市民体育大会（陸上競技）、氷見市小学校連合運動会、射水市小学校連合運動会
- 6月上旬：高岡地区中学陸上競技大会
- 6月：高岡市民体育大会（陸上競技）
- 6月中旬：高岡市万葉マラソン大会（メイン会場）
- 9月中旬：高岡地区中学新人陸上競技大会、高岡市小学校連合運動会

## 交通アクセス
- JR・あいの風とやま鉄道高岡駅バスターミナルより加越能バス「富大高岡経由城光寺運動公園」